# Нориця руда
Нориця руда, або лісова (Clethrionomys glareolus, syn. Myodes glareolus) — вид гризунів з роду нориця (Myodes) підродини щурових (Arvicolidae) родини хом'якові (Cricetidae).

## Систематика

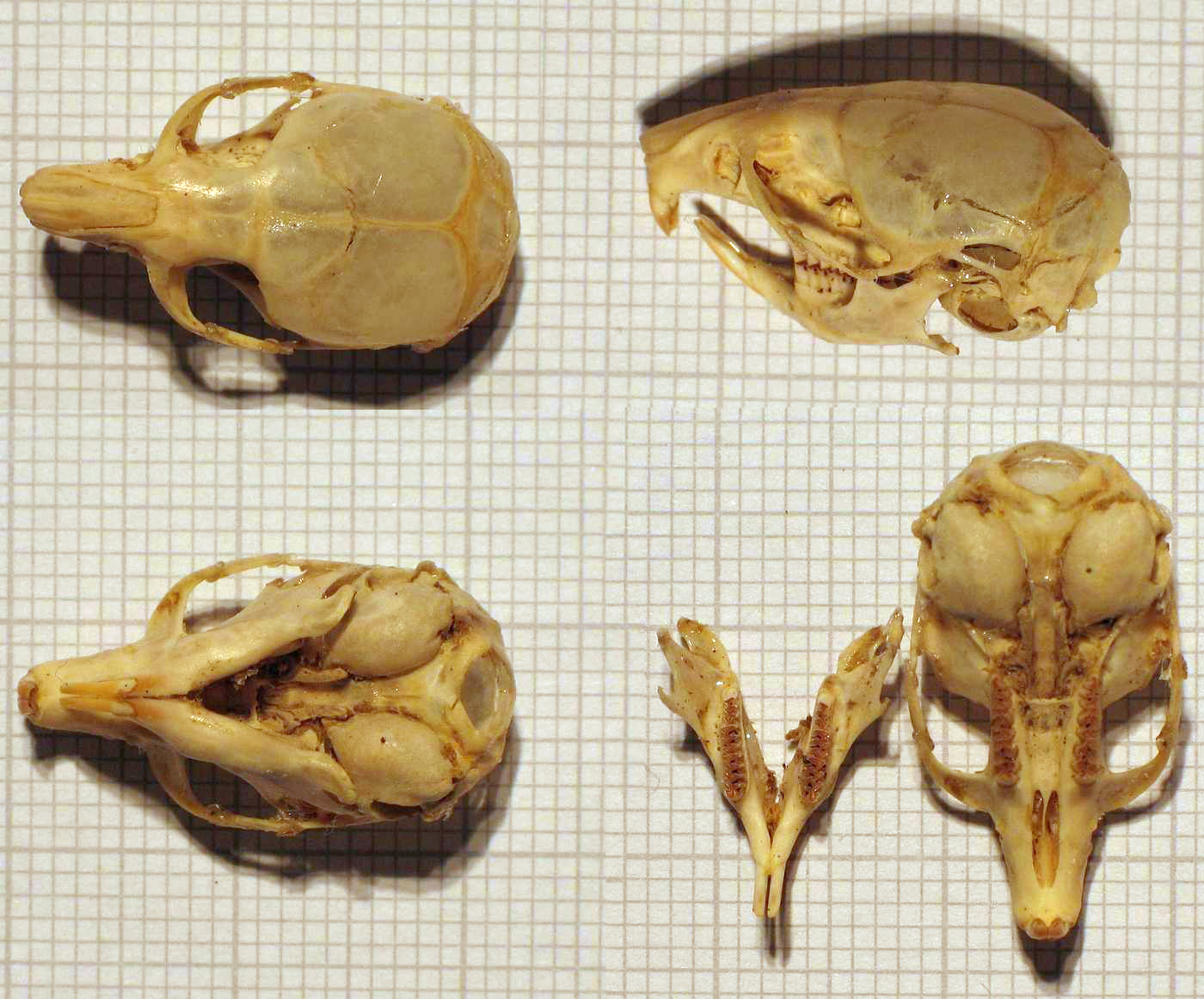
Череп нориці рудої

Центральний вид триби Myodini, типовий вид роду Myodes (у давній літературі — Evotomys або Clethrionomys).

## Поширення
Західнопалеарктичний вид. Звичний мешканець лісової смуги Євразії, поширення якого охоплює лісову і лісостепову природні зони України, разом з Карпатами. Час від часу, заселяє степову зону, переважно північну її частину, не заходить за межу байрачних лісів.

## Зовнішній вигляд
Невеликий звір, розміром з мишу хатню. Вуха добре помітні. Хвіст доволі довгий. Характерні ознаки: переважання рудого кольору у забарвленні спини; двокольоровий хвіст, що становить приблизно 40-55 % довжини тіла; корені на кутніх зубах; задній край твердого піднебіння ледь доходить до лінії, що з'єднує задні кінці 3-х молярів.

## Житло і поведінка
Більшість своїх гнізд і нір, нориці руді роблять під землею, які знаходяться приблизно в десяти сантиметрах нижче поверхні. Ці споруди містять велику мережу шляхів під листям або сніговим покривом. Будівля має сліпі проходи і подовження, в яких зберігаються запаси харчів і може бути створено гніздо. Якщо гніздо знаходиться в одному з розширень будови, воно міститься в середньому, на 45 сантиметрів нижче поверхні. Однак, гнізда також можуть бути створені на поверхні, серед рослинності, у гниючих пнях дерев або під лежачими сухими стовбурами. Гнізда виготовлено з різних матеріалів і вони дуже відрізняються за будовою. Наприклад, було знайдено гнізда, які повністю складалися з моху та були доповнені подрібненою деревиною. Крім того, зустрічаються гнізда з сухого листя, зазвичай з мохом, як доповнення. Але також, використовується тваринне волосся або луб'яні волокна.
Це — звичайна тваринка міських лісів. Харчується насінням, ягодами, зеленими та підземними частинами рослин. Нориця руда дуже полюбляє насіння ялини і помітити її присутність, можна за обгризеними «підстриженими» шишками.

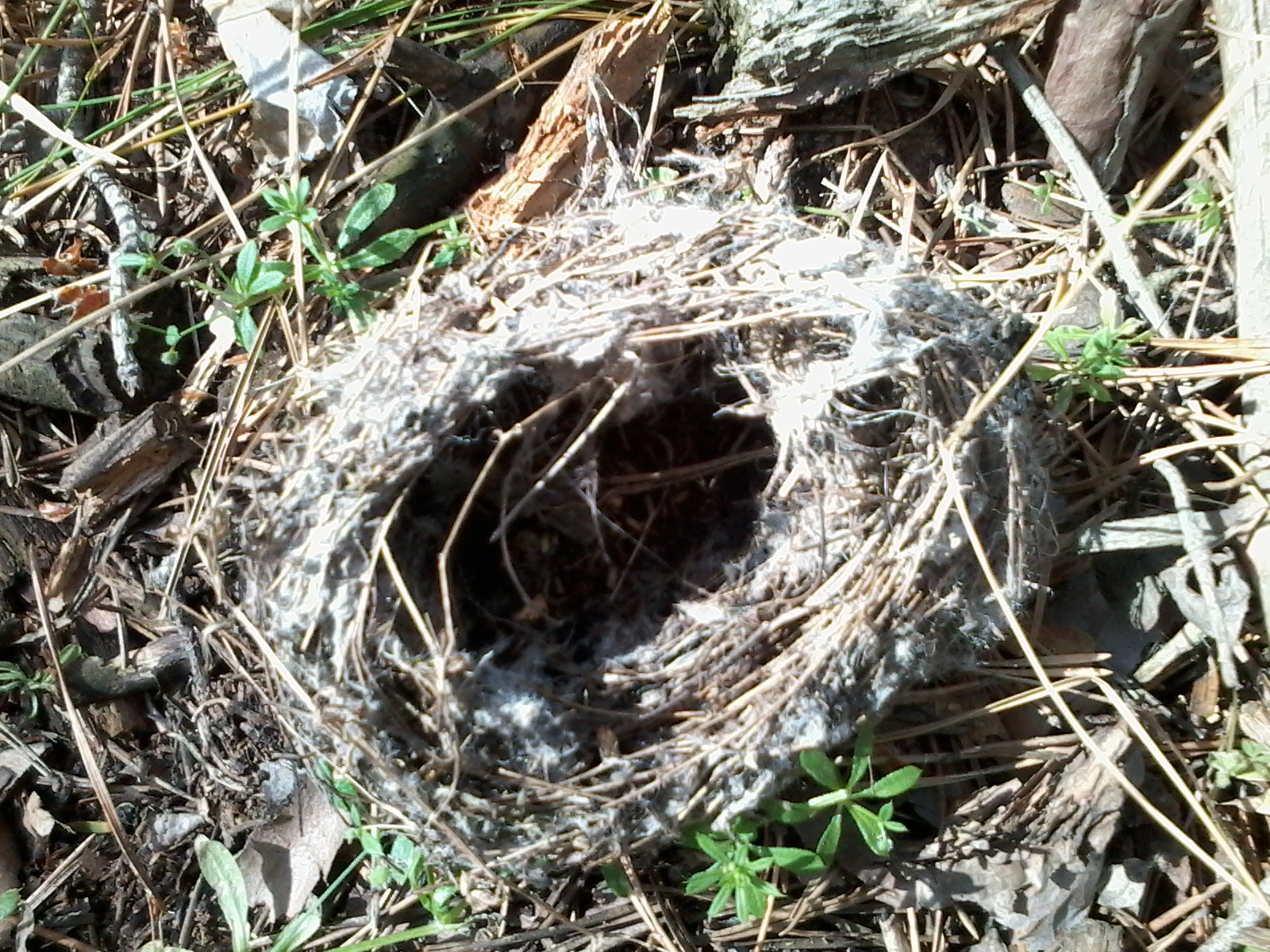
Гніздо нориці

Пересувається, найчастіше стрибками. За будовою, сліди  схожі на вивіркові, лише дрібніші: відбитки задніх ніг, розташовуються попереду відбитків передніх. На пухкому снігу, можуть бути помітними сліди від хвоста. Відстань між слідами 5-25 сантиметрів. Рухливість нориць рудих розрізняється за проміжками, протягом дня, до того-ж кількість, тривалість і час доби цих відрізків, залежать від пори року. В середньому, загальний щоденний час життєдіяльності, становить від півтори до шести годин, розділений на три-дев'ять відрізків дієвості. Найбільша кількість проміжків дієвості і найдовша загальна тривалість щоденної активності — влітку і взимку, відповідно найкоротша — навесні і восени. Сплески дієвості, відбуваються особливо в сутінках, вранці і ввечері.

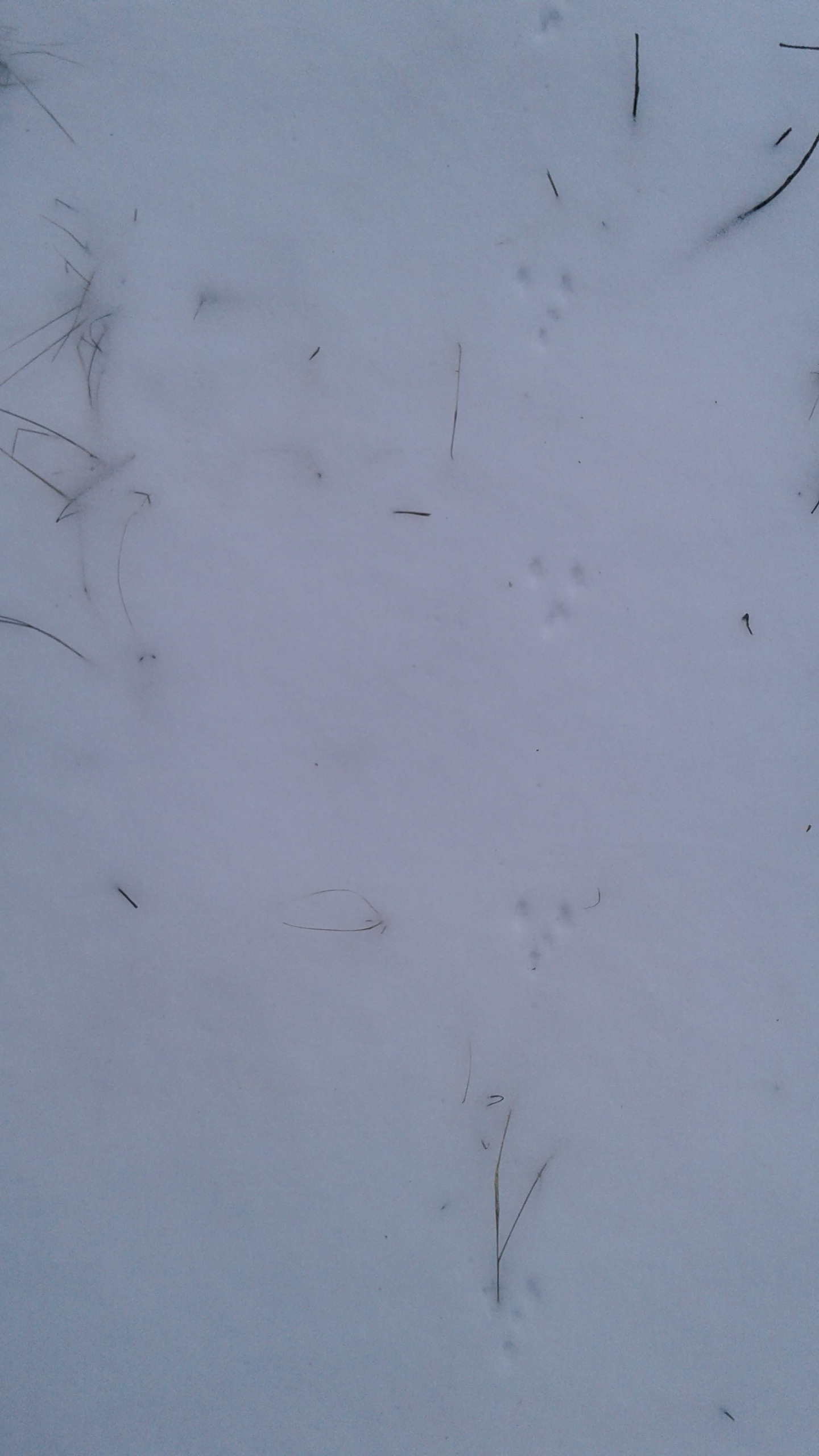
Сліди нориці рудої, яка рухалася вгору на знімку (попереду, відбитки задніх ніг)

Влітку нориці, загалом ведуть нічний спосіб життя і, в такий спосіб, уникають високого мисливського тиску денних хижаків, які на них полюють. Взимку, відрізки жвавості відносно рівномірно розподіляються протягом дня. Восени і навесні, розподіл активності протягом дня і ночі є непостійним і виділяється переходом різних видів поведінки, влітку і взимку.